# Padre Davide da Bergamo
Pour les articles homonymes, voir Bergamo.
Felice Moretti, plus connu par son nom de religion, Padre Davide Maria da Bergamo est un organiste et un compositeur italien du XIXe siècle. Il naît le 21 janvier 1791 à Zanica, dans la province de Bergame, en Lombardie (Italie) et meurt le 24 juillet 1863 à Plaisance (Piacenza) en Italie.

## Biographie
L’Institut « Leçons caritatives de musique » est fondé en 1806 à Bergame (Bergamo). Il formera notamment Donizetti. Il est dirigé par Simon Mayr, d’origine bavaroise. C’est Locatelli qui soutiendra l’entrée de Felice Moretti dans l’institut, afin qu’il reçoive l’enseignement de Mayr, en même temps que Rubini, Donzelli et Donizetti.
En 1808, le Padre Davide reçoit les enseignements du maestro Antonio Gonzales, excellent joueur de pianoforte, de clavecin et organiste à Santa Maria Maggiore.
Il sera tour à tour organiste à Torre Boldone, Zanica et Gandino avant d’entrer au couvent.
C’est durant ses études à Bergamo qu’il se liera d’amitié avec les frères Serassi, célèbres facteurs d’orgue italiens, d’où lui viendra son activité de concepteur et de réparateur d’orgues.
En 1818, alors qu’il est organiste à Gandino, il fait sa demande pour entrer au couvent et dans le mois de juillet il est accueilli par l’Ordre Franciscain des Mineurs Réformés à Santa Maria di Campagna, à Plaisance. Après un an de noviciat il prend ses vœux le 26 juillet 1819.
Il fait alors des études de philosophie et de théologie et reçoit l’ordination sacerdotale le 24 octobre 1819 à Pontremoli, diocèse de Massa Carrara. Durant son ministère de prêtre il se consacre désormais à la composition et à l’entretien des orgues, ce qui lui assure rapidement une grande notoriété.
Il meurt le 24 juillet 1863 dans son couvent, des suites d’un asthme dont il souffrait depuis plusieurs années. Très connu en son temps, ses funérailles furent un événement retentissant, tant sa musique avait du succès auprès d’un large public.

## L’œuvre
Padre Davide a été un compositeur particulièrement populaire car il avait développé un style d’écriture pour orgue radicalement nouveau. Très influencé par l’opéra et le bel canto, il sera à l’origine d’un renouveau majeur dans la facture d’orgue italienne, permettant l’épanouissement  d’un style sans équivalent dans les autres pays d’Europe : « l’orgue-orchestre ».
L’orgue-orchestre a cela de particulier qu’en plus des jeux traditionnels que tout organiste s’attend à trouver sur un instrument, de nouveaux jeux, inspirés par l’orchestre d’opéra, voire d’opérette, vont faire leur apparition, en particulier des percussions, des clochettes, des roulements de tambour.
Inépuisablement inspiré, Padre Davide écrira environ 2 400 pièces : symphonies, concerto, andante, adagio, pastorales, sonates militaires, marches, versets, épisodes de messes (offertoires, élévations, communions, etc.), vêpres, hymnes, etc.
Tombée dans l'oubli après la réforme cécilienne qui imposa un style plus réservé à la musique liturgique, l'œuvre musicale religieuse de Padre Davide, redécouverte dans les années 1970, a de quoi surprendre par son style qui paraît aujourd'hui plutôt irrévérencieux, rappelant curieusement la musique de cirque, de carnaval ou d'orgue de Barbarie. L'auditeur d'aujourd'hui a du mal à imaginer qu'une telle musique ait pu être jouée dans les églises à l'époque. Elle est donc le témoignage précieux d'une époque et d'une mode.

## Quelques œuvres connues
Jusqu’à aujourd’hui, l’œuvre très abondante de Padre Davide n’a pas été entièrement répertoriée et il n'existe pas de classification globale par numéro d'opus. En outre, d'après plusieurs témoignages, Padre Davide n'hésitait pas à détruire ses propres œuvres lorsqu'elles ne lui donnaient pas entière satisfaction. Voici néanmoins quelques-unes des pièces pour orgue les plus connues, fréquemment jouées en concerts et très appréciées tant par le public que par les organistes : Elevazione, Fantasia per organo, Gran Rondò, Introduzione per organo pieno, Per Offertorio, Ripieno fugato, Sinfonia col tanto applaudito inno popolare, Sinfonia in re maggiore, Sonatina in fa, Versetto festivo, Versetto Solenne, Sinfonia brillante per organo o pianoforte, Versetto Solenne in si b. maggiore, Versetto Solenne con tromba e fagotti, Sonatina per offertorio e postcommunio, Fantasia per organo pieno senza istromenti, Elevazione in Fa maggiore per Organo, Elevazione in Sol maggiore per Organo, etc.

### Écouter une œuvre
Élévation pour orgue en fa majeur (Elevazione per organo in fa maggiore)
Registration :
- Accompagnements : fonds 8+4
- Solos : Voix humaine, Hautbois, Flûte, tremblant

## Discographie
- Tactus Records TC.792901 (2003) - Padre Davide da Bergamo - parte I - Musica per la Liturgia - Organiste : Marco Ruggeri. Orgue des Frères Serassi, 1825-1838 (Piacenza, Basilique S. Maria di Campagna)
- Tactus Records TC.792902 (2003) - Padre Davide da Bergamo - parte II - Il Repertorio da Concerto - Organiste : Marco Ruggeri. Orgue des Frères Serassi, 1825-1838 (Piacenza, Basilique S. Maria di Campagna)
- Musiques Théâtrales et Militaires - Orgue de la Collégiale de Tende - organiste René Saorgin - Œuvres de Vincenzo Bellini, Padre Davide da Bergamo, Benedetto Marcello, Giovanni Battista Martini, Vincenzo Petrali, etc. - Harmonia Mundi B0000007LC (9 novembre 1993)
- Divox Antiqua WRD03 (1999) Bergamo : Romantic Organ Works (Historic Organ Series, Vol. 3) Organiste : Andrea Marcon. Orgue Serassi 1858 - Église Vicariale S. Agostino de Trévise (Italie).
- Antichi Organi del Canavese AOC004 (2000) - Orgue Camillo Guglielmo Bianchi di Moncrivello (Vc) 1861, et orgue Carlo Vegezzi-Bossi di Mazzè (province de Turin) 1900. Organiste Walter Savant-Levet. Œuvres de Padre Davide da Bergamo, Lebègue, d’Aquin, Corrette, Haydn, Mozart, Franck, Boély.
- Antichi Organi del Canavese AOC014 (2004) Organiste : Massimo Gabba. Orgue de l'église S.Rocco (Alessandria), opus 107 des frères Lingiardi. Œuvres de Bellini, Padre Davide, Morandi, Bach, Blanchi, Rinck, Bodro, Liszt, Perosi, Donizetti.
- Antichi Organi del Canavese AOC016 (2005) Organiste : Massimo Gabba. Orgue Serassi 1821 de l'église paroissiale d'Azeglio. Œuvres de Pasquini, Pachelbel, Zipoli, Bach, Martini, P.Morandi, Valerj, Mozart, Moretti, Mayr, G. Morandi, Padre Davide, Frasi, Quirici.
- Antichi Organi del Canavese AOC018 (2006) Organiste : Massimo Gabba. Orgue Serassi de l'église paroissiale de Cigliano (VC) 1834. Œuvres de Bach, Walther, Padre Davide, Mussorgsky
- GALLO CD-835 (1994) Guy Bovet à l'orgue Jehan Alain, Romainmôtier (Vaud - Suisse) - Organiste : Guy Bovet - L.C. Daquin - M. Corrette - C. Franck - E. Gigout - F. Liszt - Padre Davide da Bergamo - S. Wesley - J.S. Bach - G. Bovet - M. Corral - W. Albright - Albert Alain - Jehan Alain.
- La Route des Orgues de Frescobaldi à Respighi, 3 siècles de musique italienne pour orgue interprétée par Michel Colin, Silvano Rodi, René Saorgin, sur les orgues historiques de la Vallée de la Roya et de la Bevera (Coffret de 2 CD avec 3 pièces du Padre Davide : Suonatina per l'Offertorio, Elevazionein re, Suotana per l'elevazione).
- Pres 807110 (1992), Davide da Bergamo (1791-1863). Musique sacrée pour orgue. Organiste : Denis Frémin. Orgue Lingiardi (1847) de l'église St Sauveur de Saorge.